# Micești (okręg Kluż)
Micești – wieś w Rumunii, w okręgu Kluż, w gminie Sâncraiu. W 2011 roku liczyła 341 mieszkańców.